# Vstavačová louka
Vstavačová louka je přírodní památka poblíž obce Choceň v okrese Ústí nad Orlicí nedaleko železniční trati Choceň–Pardubice. Oblast spravuje Agentura ochrany přírody a krajiny ČR. Důvodem ochrany jsou vlhké louky s bohatým výskytem kosatce sibiřského (Iris sibirica), vstavače májového (Dactylorhiza majalis), kruštíku bahenního (Epipactis palustris), vstavače kukačky (Anacamptis morio) a dalších ohrožených druhů rostlin.